# Rassemblement National (België)
Het Rassemblement National was één van de eerste naoorlogse extreemrechtse partijen in België.
Jean-Marie Evrard verliet in 1959 de CVP en richtte het Rassemblement National op. De partij behaalde bij de parlementsverkiezingen van 26 maart 1961 42.450 stemmen en veroverde een zetel voor de provincie Brabant.
Later zou de partij deel gaan uitmaken van de CEPIC-vleugel binnen de PSC. Deze rechtse stroming bleef tot 1982 actief binnen de PSC, toen viel de vleugel uiteen, een deel bleef bij de PSC anderen gingen naar de PRL, de minderheid richtte een nieuwe partij op, de Parti Libéral Chrétien.